# Criminal Girls 2: Party Favors
Criminal Girls 2: Party Favors  (クリミナルガールズ2?) è un videogioco di ruolo del 2015 per PlayStation Vita.

## Trama
Sette eccentriche ragazze, tutte potenziali delinquenti e per questo chiamate «Delinquents», si ritrovano incarcerate presso la sommità dell'inferno, nel cosiddetto «Hell Spire», dove vengono affidate alle cure di un istruttore che ha il compito di disciplinarle e di condurle nel contempo fuori dall'inferno. Tuttavia, si presentano subito stranezze e imprevisti: l'istruttore non ricorda nulla del suo passato e nel gruppo sembra nascondersi un «Convict», cioè una persona già definitivamente condannata all'inferno, che starebbe cercando di evadere. Nel frattempo scoppia all'inferno una rivolta generale, e così il gruppo, che stava per raggiungere l'uscita, si ritrova gettato nelle profondità dell'inferno, dove deve reintraprendere un lungo e accidentato percorso nella speranza di guadagnare l'uscita.

## Distribuzione
L'edizione occidentale del gioco ha subito varie censure per ridurne i contenuti a sfondo erotico, e la sua distribuzione non è stata permessa in Germania ed Australia a causa di tali, già ridimensionati, contenuti.
Ne è uscita un'edizione speciale, contenente vari extra fisici tra cui un artbook e un CD musicale, intitolata Criminal Girls 2: Party Favors - Party Bag Edition.

## Doppiaggio
Il gioco, la cui edizione occidentale ha i testi in inglese, è doppiato in giapponese.
- Kana Akutsu – Shinoa
- Mitsuki Nakae – Lily
- Ai Kakuma – Kuroe
- Ayumi Tsuji – Mizuki
- Hiromi Igarashi – Sui
- Sakura Nakamura – Yurine
- Seiko Yoshida – Tsukasa
- Marika Kono – Enri
- Sakura Nakamura – Maya